# Podlehnik község
Podlehnik község (szlovén nyelven Občina Podlehnik) Szlovénia 212 alapfokú közigazgatási egységének, azaz községének egyike a Podravska statisztikai régióban. Adminisztratív központja Podlehnik város. A községet 1999-ben alapították, a történelmi szlovén Stájerország (Štajersko) régió része.

## A községhez tartozó települések
A községhez Podlehnik székhelyen kívül a következő települések tartoznak:
- Dežno pri Podlehniku
- Gorca
- Jablovec
- Kozminci
- Ložina
- Rodni Vrh
- Sedlašek
- Spodnje Gruškovje
- Stanošina
- Strajna
- Zakl
- Zgornje Gruškovje

## Népesség
| Lakosok száma | 1922 | 1884 | 1876 | 1899 | 1854 | 1812 | 1810 | 1876 | 1790 | 1825 |
|               | 2008 | 2009 | 2011 | 2012 | 2013 | 2015 | 2016 | 2017 | 2019 | 2020 |